# Галицький камерний хор «Євшан»
Галицький камерний хор «Євшан» — хоровий колектив зі Львова, заснований 11 вересня 1990 року творчою молоддю міста.
У різні роки хором керували: засновник хору Михайло Богач (1990—1992 рр.), Богдан Генгало (1992—2000 рр.), Ігор Даньковський (2000—2018). З 2018 року хор очолює Ірина Кресленко.

## Репертуар
1 грудня 1990 року — Перший виступ Галицького камерного хору «Євшан» на сцені Львівського театру ім. М.Заньковецької.
У репертуарі хору — духовна музика різних традицій, твори композиторів різних епох і стилів: від барокової музики до композицій сучасних українських та зарубіжних авторів.

## Участь у конкурсах та гастролі
«Євшан» брав участь у численних конкурсах і фестивалях, гастролював у таких країнах: Німеччина, Австрія, Франція, Польща, Словаччина, Литва, США, Канада, Чехія, Італія, Греція, Угорщина, Іспанія.

## Найвизначніші досягнення
- Ґран-прі на Обласному хоровому конкурсі з нагоди 125-річчя товариства «Просвіта» (Львів, 1993)
- ІІ місце на IV Всеукраїнському конкурсі хорового мистецтва ім. Лесі Українки (Луцьк, 2006)
- І місце на VII Всеукраїнському конкурсі хорової музики ім. Дмитра Січинського (Івано-Франківськ, 2009)
- І місце на VI Всеукраїнському конкурсі хорових колективів ім. Миколи Леонтовича (Київ, 2010)
- І місце на 59-му Міжнародному конкурсі хорової музики Habaneras y Polifonía (Торрев'єха, Іспанія, 2013)
- ІІІ місце на 60-му конкурсі Habaneras y Polifonía (Торрев'єха, Іспанія, 2014)
- ІІ місце та нагорода за найкраще виконання твору на основі фольклору на Міжнародному фестивалі ім. проф. Юзефа Швідера (Цешин, Польща, 2017)
- Ґран-прі XIV Міжрегіонального фестивалю-конкурсу «Пісні незабутого краю» (Городок, Україна, 2018)
- Золотий диплом і нагорода за найкраще виконання фольклорного твору (онлайн, Цешин, Польща, 2021)
- Золотий диплом та спеціальна нагорода за унікальну культуру звуку на V Міжнародному конкурсі хорів Cantu Gaudeamus (Білосток, Польща, 2021)
- І місце та нагорода за найкраще виконання фольклорного твору (Цешин, Польща, 2023)

## Фестивалі
Хор виступав на таких міжнародних фестивалях:
- Міжнародний хоровий фестиваль «Схід-Захід-Зближення» (Радомсько, Польща)
- Міжнародний фестиваль молодіжних хорів та оркестрів «Шенгенський меридіан» (Кошиці, Словаччина)
- «Дні української культури» (Ліберець, Чехія)
- Міжнародний фестиваль «Ніч культури» (Вільнюс, Литва)
- та багато інших в Україні

## Знакові події
- Святкування 400-річчя Берестейської унії у Ватикані та Римі
- Свята Літургія та зустріч із молоддю під час візиту Папи Івана Павла ІІ до Львова
- Перенесення мощей св. Климентія Римського до храму Пресвятої Трійці в Ялті (2012)
- Участь у благословенні собору Святої Софії в Римі (2012)
- Свята Літургія під проводом єпископа Іринея Білика в Попраді, Словаччина (2018)
- Участь у Літургіях у Кошице, Пряшеві, Свиднику, Попраді, Братиславі

## Співпраця з оркестрами
Хор «Євшан» співпрацював із такими оркестрами:
- Камерний оркестр Polyphony (Національний університет «Львівська політехніка»)[5]
- Симфонічний оркестр Львівської філармонії INSO-Lviv
- LUMOS Orchestra
- Камерний оркестр Віртуози Львова
- Симфонічний оркестр Львівської національної музичної академії ім. М. Лисенка

### Виконані твори
- Magnificat — А. Вівальді (2017)
- Clamormeus — С. Кондратович (українська прем'єра, 2017)
- Stabat Mater — К. Дженкінс (львівська прем'єра, 2019)
- Dona nobis pacem — П. Васкс (2019)
- Реквієм — В. А. Моцарт
- Маленька урочиста меса — Дж. Россіні

## Сучасні проєкти
З 2021 року хор разом із LUMOS Orchestra презентує OST-проєкти:
- Гра престолів
- Гаррі Поттер
- Володар перснів і Гобіт
- Epic Gaming Music
- The Sounds of Christmas
- Heroes III (разом із композитором Полом Ентоні Ромеро)

У 2024 році хор виступив разом із Шерон ден Адель, солісткою гурту Within Temptation, на фестивалі Atlas (Київ).

## Дискографія
- 5 CD
- 10 музичних відео-кліпів